# Tallmadge (Ohio)
Tallmadge – miasto w Stanach Zjednoczonych, w północno-wschodniej części stanu Ohio. Liczba mieszkańców w 2000 roku wynosiła 16 390.